# فراش
فرّاش أو مراسل هي مهنة عادةً يعمل صاحبها في الدوائر الحكومية والشركات والمؤسسات ويقوم بالحفاظ على نظافة المكاتب وتوزيع الأورق بين المكاتب والأقسام.